# Boss’ Life
«Boss’ Life» (с англ. — «Жизнь босса») — четвертый и последний сингл Snoop Dogg с его восьмого студийного альбома Tha Blue Carpet Treatment. Первоначально песню должны были исполнять только Snoop Dogg и Akon, но по неизвестным причинам Akon заменили на Nate Dogg. Текст песни Snoop Dogg писал совместно с рэпером The D.O.C.. Для песни были взяты семплы из трека «If Tomorrow Never Comes» исполнителя The Controllers. Также это последний сингл Nate Dogg перед его смертью в 2011 году.

## Критика
Сингл получил положительные отзывы от большинства музыкальных критиков.

## Персонал
- Авторы текста — C. Broadus, A. Thiam, N. Hale, A. Young, T. Curry, D. Camon, D. Lamb, T. Smith S. Benton, D. Parker.
- Продюсер — Dr. Dre.
- Изданный на My Own Chit Publishing/EMI Blackwood Music (BMI); Byefall Music/Famous Music Publishing (ASCAP); WB Music Corp. (ASCAP); Almo Music Corp (ASCAP); Every Knight Music Co. (BMI), Warner-Tamerlane Pub Corp. (BMI), Unichappell Music Inc. (BMI) и Teamsta Entertainment Music (BMI); YEL-NATS (BMI); Psalm 144:1 Music (BMI)
- Клавишные инструменты — Dawaun Parker
- Гитара — John «Natural» Najera

## Музыкальное видео
Музыкальное видео, впервые показанное на «BET’s Access Granted» 21 марта 2007 года, изображает Snoop Dogg'а в особняке с девочками, танцующими вокруг него, и заканчивается большой затяжкой дыма. Видео также было показано впервые на «MTV TRL» 17 апреля 2007 года со Snoop Dogg и Don Magic Juan, в качестве гостей шоу.

### Персонал
- Anthony Mandler — режиссёр
- Kim Bradshaw — продюсер
- Box Fresh — сопродюсер
- Ketil Dietrichson — кинематографист
- Jeff Selis — редактор

## Чарты
| Чарты (2007)                    | Пик |
| ------------------------------- | --- |
| Radio & Records Airplay — Urban | 35  |
| Billboard Hot R&B/Hip-Hop Songs | 65  |

## Remixes
Официальный ремикс при участии JT The Bigga Figga стал доступен на DubCNN. Эта песня также доступна на MySpace, на личных страничках Snoop Dogg и JT The Bigga Figga.